# Orde van Nieuw-Zeeland

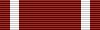
Lint

Het Koninkrijk Nieuw-Zeeland verleende tot 1997 nog Britse onderscheidingen. De eerste van de Nieuw-Zeelandse ridderorden die de Orde van het Britse Rijk en de Orde van Sint-Michaël en Sint-George vervingen was de Orde van Nieuw-Zeeland.
Deze orde werd op 6 februari 1987 door Elizabeth II Koningin van Nieuw-Zeeland en "Font honoris" van Nieuw-Zeeland ingesteld. De orde beloonde "uitmuntende verdienste voor de kroon en bevolking van Nieuw-Zeeland in een militaire of civiele functie".
Als model dienden de Britse Orde van Verdienste (Order of Merit) en de Orde van de Eregezellen (Order of the Companions of Honour). Deze in 1902 en 1917 ingestelde ridderorden zijn door hun beperkte aantal leden zeer exclusief maar verlenen desondanks geen adeldom aan de dragers.
Dat lag ook niet in de bedoeling van de regering van Nieuw-Zeeland.
De Koning van Nieuw-Zeeland is de Souverein van de orde die twintig gewone Leden, en een onbeperkt aantal Buitengewone en Honoraire Leden telt. De Buitengewone Leden worden op bijzondere nationale gelegenheden en jubilea benoemd.Het gouden regeringsjubileum van Elizabeth II was zo'n gelegenheid.
Vreemdelingen, dat wil zeggen onderdanen van landen in het gemenebest waarvan Elizabeth II geen staatshoofd is en onderdanen van andere landen, kunnen als Honoraire Leden in de orde worden opgenomen.
Een Canadees of Brit zal dus een "Gewoon Lid" zijn maar een Pakistaan of Nederlander wordt een "Honorair Lid".
Nieuw-Zeeland volgt het Britse gebruik om met letters achter de naam een onderscheiding aan te duiden. Hiet is dat "O.N.Z.". De leden komen ieder jaar eenmaal bijeen en wanneer de Koningin in Wellington resideert ontvangt zij de leden voor een lunch.

## Het versiersel van de orde
Het door de officiële heraut van Nieuw-Zeeland, de heer Phillip O’Shea CNZM,LVO ontworpen kleinood is een ovaal schild met het wapen van Nieuw-Zeeland en een rand in de vorm van Kowhaiwhai patronen. Deze traditionele Maori versiering en de kleur van het lint dat kokowai ofwel okerrood is eren het pre-koloniale verleden van de eilanden. Kokowai heeft een bijzondere betekenis voor de Maori en is de "nationale kleur" van Nieuw-Zeeland. Het ereteken verbindt zo de tradities van de Europese immigranten en de Maori. Het diploma van de orde is dan ook tweetalig en in Maori en Engels gesteld. Men draagt het kleinood aan een lint om de hals of aan een strik op de linkerborst.
De Koning(in) draagt eenzelfde insigne maar dit is van een beugelkroon als verhoging voorzien.
De twee officieren, de secretaris en de archivaris dragen als verhoging twee gekruiste ganzeveren om daarmee hun taak aan te duiden.
Het lint is okerrood met een smalle witte streep. De insignia worden, net als bij hun Britse voorbeelden is voorgeschreven, niet als miniaturen gedragen en worden na de dood van een lid weer teruggezonden aan de kanselarij. In 1990 werd een knoopsgatversiering ingesteld.